# Neal Jones
Neal Jones (Wichita (Kansas), 2 januari 1960) is een Amerikaans acteur.

## Biografie
Jones heeft zijn kinderjaren doorgebracht in Saint Louis (Missouri), Athens (Georgia) en Jefferson City (Missouri). Hij heeft gestudeerd aan de Webster University Conservatory of Theatre Arts in Saint Louis, hierna verhuisde hij naar New York en begon met zijn acteercarrière in het theater. 
Jones speelde driemaal op Broadway, hij maakte in 1982 zijn debuut met het toneelstuk Macbeth. In 1983 speelde hij in het toneelstuk The Corn Is Green en in 1985 speelde hij in de musical Big River.
Jones begon in 1987 met acteren voor televisie in de film Dirty Dancing. Hierna speelde hij nog meerdere rollen in films en televisieseries zoals The Devil's Advocate (1997), The Siege (1998), Rescue Me (2004-2005), Generation Kill (2008) en Law & Order (1991-2009).
Jones is getrouwd en woont samen met zijn vrouw en kinderen in New York en Los Angeles.

## Filmografie

### Films
Uitgezonderd korte films.
- 2010 Heterosexuals – als Barry
- 2008 Mona – als John
- 2006 The House Is Burning – als sheriff
- 2005 Game 6 – als Yessiree Bob
- 2004 Zombie Honeymoon – als officier Carp
- 2003 Beautiful Kid – als ??
- 2002 In America – als immigratie medewerker
- 2002 Changing Lanes – als nieuwsschrijver
- 2002 Bridget – als Hawks Anwalt
- 2001 Way Off Broadway – als Mr. Scott
- 2001 Queenie in Love – als dokter
- 2000 Chinese Coffee – als Eteocles
- 1998 The Siege – als vertegenwoordiger van NYPD
- 1998 Day at the Beach – als Chuck Hanson
- 1997 The Devil's Advocate – als Larry
- 1997 G.I. Jane – als dienst officier
- 1997 Silent Prey – als Kevin O'Neill
- 1997 Sax and Violins – als ??
- 1996 Ratchet – als Sam Leary
- 1996 Looking for Richard – als boodschapper
- 1993 Romeo Is Bleeding – als klerk
- 1992 Gengarry Glen Ross – als man in donutwinkel
- 1987 Dirty Dancing – als Billy Kostecki

### Televisieseries
Uitgezonderd eenmalige gastrollen.
- 2005 en 2009 Criminal Minds – als Karl Arnold – 2 afl.
- 2008 Generation Kill – als sergeant majoor John Sixta – 7 afl.
- 2006 – 2007 Law & Order: Criminal Intent – als chief van detectives Bradshaw – 3 afl.
- 2004 – 2005 Rescue Me – als Peter – 7 afl.

- Library of Congress Control Number: no2010057679
- Virtual International Authority File: 120528130
- WorldCat: E39PBJkCYpjmKXXVt4hyVj86Kd